# Lavochkin La-7
Il Lavochkin La-7 (in caratteri cirillici Лавочкин Ла-7) era un caccia monomotore ad ala bassa progettato dall'OKB 301 diretto da Semën Alekseevič Lavočkin e sviluppato in Unione Sovietica negli anni quaranta.
Sviluppo finale dell'originario LaGG-1, venne impiegato principalmente dalla Voenno-vozdušnye sily (V-VS), l'aeronautica militare dell'Unione Sovietica, nelle fasi finali della seconda guerra mondiale rimanendo operativo fino agli anni cinquanta.
Prodotto in oltre 5 000 esemplari, alla fine del 1943 il La 7 era ritenuto probabilmente il miglior caccia da duelli aerei in servizio al mondo, selezionato dalla maggior parte dei più grandi assi della V-VS.
Un piccolo lotto di La-7 fu ceduto alla Češkoslovenske Vojenske Letectvo (le Forza Aerea Cecoslovacca), ma non fu altrimenti esportato. Il La-7 era considerato dai piloti al livello dei migliori caccia a tedeschi e abbatté anche un Messerschmitt Me 262. Fu radiato dall'aeronautica Sovietica nel 1947, ma fu in servizio in Cecoslovacchia fino al 1950.

## Storia del progetto
Il Lavochkin La-7 era fondamentalmente una versione perfezionata, dal punto di vista aerodinamico e strutturale, del Lavochkin La-5 con le ultime migliorie introdotte, compresi i longheroni alari in duralluminio. La presa d'aria sopra il motore venne rimossa e sostituita da prese d'aria nelle radici delle ali, mentre il radiatore dell'olio venne spostato sotto la fusoliera. Inoltre, la struttura venne alleggerita e il motore M.82FN erogava ora 1 850 CV. Verso la fine della guerra, comparvero versioni del La-7 completamente metalliche e con ali a flusso laminare.
Il La-7 venne portato in volo per la prima volta nella seconda metà del 1943. All'inizio dell'anno seguente iniziarono i collaudi operativi e a maggio 1944 cominciò ad essere assegnato ai reggimenti-caccia della V-VS.
L'aereo fu valutato tra il dicembre 1943 e il febbraio 1944 e dimostrò prestazioni eccellenti. Utilizzando gli stessi motori del La-5FN c/n 39210206 aveva una velocità massima di 684 km/h ad una altezza di 6150 m, qualcosa come 64 km/h più veloce rispetto ai La-5FN in produzione. Erano necessari 5.2 minuti per raggiungere i 5000 m di altezza. Era anche più veloce alle medie e basse quote rispetto al La-5 che utilizzava il motore sperimentale Shvetsov M-71.
Le prove di combattimento iniziarono a metà settembre 1944 e furono generalmente molto positive. Purtroppo diversi aerei furono perduti per via di problemi al motore, contrastando con il suo soddisfacente servizio sul La-5FN. Una causa era da ricercarsi nelle prese d'aria posizionate più in basso, alla base delle ali del La-7 che costringevano il motore a ingerire sabbia e polvere. Un lotto di aerei con ali difettose furono costruiti causando sei incidenti, di cui quattro fatali, che in ottobre causarono la sospensione dei voli finché non fu trovato un difetto nei correnti alari.
La produzione degli aerei utilizzanti tre cannoni B-20 iniziò nel gennaio 1945 quando 74 furono consegnati esemplari con le modifiche. Questi aerei erano più pesanti di 65 kg rispetto a quelli con due cannoni ShVAK, ma la velocità era sensibilmente migliorata rispetto ai modelli precedenti. Comunque, il rateo di salita sino a 5000 metri era di due decimi di secondo superiore rispetto ai vecchi modelli. Più di 2000 aerei furono consegnati prima della fine della guerra, la maggior parte dallo “Zavod” Numero. 21. Un totale di 5753 aerei fu costruito da questo stabilimento, dal Numero. 381, e Numero. 99 a Ulan-Udė, mentre la produzione terminò nel 1946.
Furono prodotti in totale 5753 La-7, più 584 addestratori La-7UTI. Siccome rimase in servizio anche dopo la fine della seconda guerra mondiale ricevendo il nome in codice NATO Fin
Il modello che lo sostituì, il La-9, nonostante in apparenza simile, era un modello del tutto nuovo.

## Impiego operativo
l 63º Corpo “Caccia” della Guardia iniziò le prove di combattimento nella metà di settembre 1944 in supporto al 1º fronte baltico. Trenta aerei furono disponibili per le prove, che durarono un mese. Durante questo tempo i nuovi caccia intrapresero 462 sortite individuali e dichiararono 55 vittorie aeree perdendo solo quattro aerei in combattimento. Altri quattro La-7 furono persi per altre cause, connesse soprattutto a difetti al motore. Ci fu la perdita di tre piloti in totale.
Un comandante di reggimento, il Colonnello Ye. Gorbatyuk, commentò: "Il La-7 ha esibito indiscutibili vantaggi sugli aerei tedeschi in combattimenti aerei multipli. Oltre gli incarichi di caccia, le missioni di ricognizione fotografica e bombardamento furono un successo. L'aereo sorpassa il La-5FN in velocità, manovrabilità e soprattutto in caratteristiche d'atterraggio. Ha bisogno di modifiche all'armamento e urgenti riparazioni ai motori." Le doppie ShVAK ereditate dal La-5 non erano più abbastanza potenti per abbattere i caccia tedeschi più corazzati, soprattutto il Focke-Wulf Fw 190, in una sola raffica, anche quando i piloti sovietici aprivano il fuoco a 50–100 m.
Il 156º Corpo Aereo Caccia della 4ª armata aerea fu la successiva unità a ricevere il La-7 nell'ottobre 1944. Nella metà del mese, c'erano circa quattordici aerei inservibili per difetti al motore. Intorno al 1º gennaio 1945 c'erano 398 La-7 in servizio di prima linea di cui 107 inutilizzabili. Il 9 maggio 1945 il numero di aerei in uso era salito a 967, di cui solo 169 non erano in condizioni di servizio. Per l'invasione Sovietica della Manciuria giapponese, 313 La-7 furono utilizzati e nell'agosto 1945 solo 28 di questi erano fermi per problemi.
I La-7 del primo lotto di produzione entrarono in servizio con il 176º Reggimento "Caccia" delle Guardie, nel luglio 1944. Il La-7 si rivelò non solo più veloce del Focke-Wulf Fw 190 A-8 di 70 km/h, ma poteva superare in cabrata e in virata sia il Fw 190, sia il Messerschmitt Bf 109. Molti reggimenti furono entusiasti all'idea di sostituire i loro Yakovlev raffreddati a liquido, con i La-7 dal motore radiale, raffreddato ad aria, che erano non solo superiori per qualità di volo, ma erano anche più adatti a sopportare gli estremi di temperatura dell'inverno e dell'estate russi.
La sua velocità di 680 km/h, il maggiore raggio operativo e la superiore velocità di salita lo resero ben presto il mezzo preferito sia dai più grandi assi sovietici, sia dai reggimenti della guardia. Il maggiore Sultan Amet-Khan (già asso degli Hawker Hurricane “russi”, con un totale di 30 abbattimenti individuali e 19 in coppia) ottenne molte delle sue vittorie proprio sul La-7.
Anche l'asso dell'Unione Sovietica con il maggior numero di abbattimenti (62) in quella che in Russia è conosciuta come "Grande Guerra Patriottica", Ivan Nikitovič Kožedub, soprannominato "Ivan il Terribile", tre volte Eroe dell'Unione Sovietica, ottenne le sue ultime 17 vittorie nel 1945, proprio con un La-7. L'ultimo aereo da lui abbattuto fu un caccia tedesco a reazione, il Messerschmitt Me 262 dell'Unteroffizier (sergente) Kurt Lange della 1./KG(J) 54 (1ª Squadriglia, 54º Stormo), nel cielo di Francoforte sull'Oder, sempre a bordo di un La-7.
Il La-7 aveva un tempo di salita a 5 000 metri di circa 4 minuti, forse un po' meglio del precedente La-5. Il modello aveva, nonostante un motore più potente, anche un armamento incrementato da un valore "sufficiente" ad uno "buono" grazie al terzo cannone da 20 mm installato (La 7 3xB) (non sempre, dipendeva da quale stabilimento produceva il caccia) nel muso, sparante attraverso il disco dell'elica grazie al sincronizzatore (con una certa, inevitabile, perdita di cadenza di tiro). Venne impiegato soprattutto come caccia di scorta, raramente come cacciabombardiere. Ne vennero completati circa 5 500 esemplari, anche questi durante il periodo bellico. Con questa macchina, equivalente allo Yak-9U, i piloti sovietici avevano un contendente contro i migliori caccia tedeschi e in ogni condizione.
Uno squadrone caccia della prima Divisione Composta dell'aviazione Cecoslovacca fu equipaggiata con i La-7 e partecipò all'Insurrezione nazionale slovacca dell'agosto-ottobre 1944. Un totale di 56 furono inviati ed utilizzati dal 1º e 2º Reggimento Caccia. Il grosso degli aerei fu consegnato nel 1945 e non vide utilizzo durante la guerra. Rimase in servizio fino al 1950 ricevendo dai cecoslovacchi la sigla di servizio S-97. Uno di questi aerei è in mostra al Museo dell'aviazione di Praga.

### Rilevanza tattica
il La-7 pose fine alla superiorità del Messerschmitt Bf 109G nelle manovre verticali che quest'ultimo aveva sugli altri caccia sovietici. Inoltre, era abbastanza veloce a basse quote e riusciva a raggiungere, anche se con alcune difficoltà, i cacciabombardieri Focke-Wulf Fw 190 che attaccavano le unità Sovietiche e tornavano alla massima velocità nello spazio aereo controllato dai Tedeschi. Lo Yakovlev Yak-3 e il Yakovlev Yak-9U con il motore Klimov VK-107 mancavano del dovuto margine di velocità per raggiungere i tedeschi attaccanti. 115 La-7 furono persi in combattimento, circa la metà dei Yak-3.

## Versioni
La-7
versione principale di serie.
La-7TK
versione sperimentale utilizzata per valutare il turbocompressore TK-3, realizzata nel luglio del 1944 nella speranza di migliorare le prestazioni ad alta quota. Si distrusse in un volo di prova quando il turbocompressore si disintegrò.
La-7/M-71
versione sperimentale equipaggiata con un motore Shvetsov M-71, conversione effettuata nel 1944. Le prove di volo determinarono che il motore non era ancora completamente sviluppato per la produzione in serie ed il programma venne cancellato.
La-7UTI
Versione d'addestramento biposto con armamento ridotto ad un unico cannone da 20 mm e il sistema del raffreddamento dell'olio fu spostato sotto la copertura del motore. Dotato di radiobussola e cannone fotografico. Anche se notevolmente più pesante con 3500 kg in più, aveva caratteristiche simili al caccia monoposto di serie. Furono complessivamente prodotti 584 esemplari, di cui gli ultimi due furono consegnati nel 1947.

### Versioni sperimentali
Il La-7 diede alla ricerca avanzata molti strumenti su cui lavorare.
Altre versioni realizzate erano:
- La-7R:

Banco di prova per il motore a razzo RD-1KhZ a propellente liquido. Il razzo aveva una forza propulsiva stimata di 300 kg e il suo carburante (90 litri di kerosene e 180 litri di acido nitrico) era abbastanza per permettere tra i due e i tre minuti di volo. Durante l'utilizzo dei razzi la velocità del caccia aumento di 80 km/h, ma diminuirono le altre prestazioni dell'aereo, inoltre la cellula era in legno e rischiava di corrodersi a causa gli acidi usati dal motore, sistemato in coda. Vennero fatti quindici voli nell'inizio del 1945, anche se un razzo esplose al suolo il 12 Maggio. L'aereo fu riparato, purtroppo ci fu un'altra esplosione in volo e il pilota decise di atterrare in sicurezza. Non sono noti altri dettagli su voli seguenti, ma il La-7R fu partecipe nell'agosto 1946 alla manifestazione aerea sull'Aeroporto di Mosca-Tušino con l'utilizzo dei razzi.
- La-120R: ulteriore evoluzione del La-7, con un motore da 1 900 cavalli ed un'ala a flusso laminare, motore RD-1KhZ, riduzione da 296 a 215 litri del carburante a bordo e 100 kg complessivi di aumento di peso complessivo. Raggiunse gli 805 km/h (725 km/h con il solo motore a pistoni), ma ci furono un paio di esplosioni a bordo che causarono la fine del programma nel 1944.
- La-7PuVRD: versione sperimentale, realizzata in un solo esemplare, equipaggiata con una coppia di statoreattori VRD posizionati sotto le semiali, capaci di imprimere una spinta pari a 300 kg, sperimentato con vari tipi di aerei sovietici. Il problema fu che questi motori, installati sotto le ali, consentirono a 6000 m di altitudine solo 670 km/h anziché gli 800 stimati, ovvero meno del modello di base, per via della resistenza indotta. Comunque i collaudi vennero terminati nel 1946, quando ormai era divenuta una macchina obsoleta a causa della nuova era degli aerei a getto.[25]

## Utilizzatori
Cina

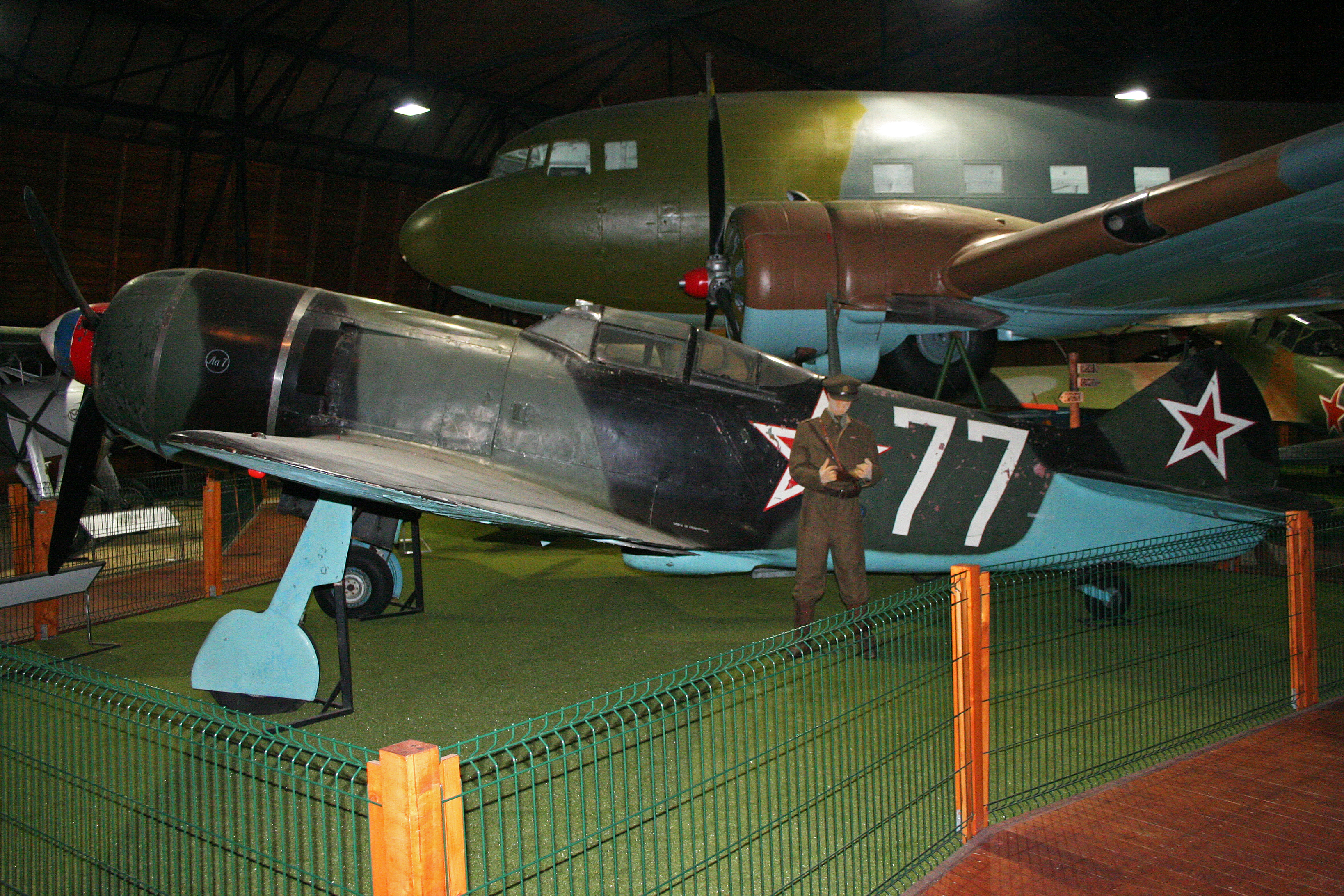
Il La-7 della ex cecoslovacca Češkoslovenske Vojenske Letectvo in esposizione con livrea sovietica al Prague Aviation Museum, Kbely.

- Zhongguo Renmin Jiefangjun Kongjun

 Cecoslovacchia
- Češkoslovenske Vojenske Letectvo

 Corea del Nord
- Chosŏn Inmin Kun Konggun

 Unione Sovietica
- Voenno-vozdušnye sily

## Esemplari sopravvissuti
- Un aereo è conservato al Museo Aeronautico di Praga[18]
- Il La-7 di Ivan Kozhedub numero 27 è visibile al museo V-VS di Monino nei dintorni di Mosca.
- Un La-7 è parte di un monumento di fronte agli uffici Lavochkin, a Chimki, Mosca.

### Sviluppi correlati
- Lavochkin La-5
- Lavochkin La-9
- Lavochkin La-11

### Aerei comparabili
- Focke-Wulf Fw 190
- Hawker Tempest
- Hawker Sea Fury
- P-47 Thunderbolt
- Kawasaki Ki-100
- Yakovlev Yak-3

### Per approfondire
- Abanshin, Michael E. and Nina Gut. Fighting Lavochkin, Eagles of the East No. 1. Lynnwood, WA: Aviation International, 1993.
- Green, William. Warplanes of the Second World War, Volume Three: Fighters. London: Macdonald & Co. (Publishers) Ltd., 1961 (seventh impression 1973). ISBN 0-356-01447-9.
- Green, William and Gordon Swanborough. WW2 Aircraft Fact Files: Soviet Air Force Fighters, Part 1. London: Macdonald and Jane's Publishers Ltd., 1977. ISBN 0-354-01026-3.
- Jane, Fred T. “The La-7.” Jane's Fighting Aircraft of World War II. London: Studio, 1946. ISBN 1-85170-493-0.
- Liss, Witold. The Lavochkin La 5 & 7 (Aircraft in Profile number 149). Leatherhead, Surrey, UK: Profile Publications Ltd., 1967.
- Veštšík, Miloš. Lavočkin La-7 (in Czech/English). Prague, Czech Republic: MBI-Miroslav BÍLÝ Books, 2000. ISBN 80-902238-7-7.